# 1925년에 수여된 구겐하임 펠로십의 목록
1925년에 수여된 구겐하임 펠로십의 수상자 목록이다. 1925년은 구겐하임 펠로십이 요한 시몬 구겐하임 기념재단에 의해 수여된 첫 해입니다. 수상자는 총 15명이다.

## 수상자
| 수상자                  | 출생             | 사망             | 국적 | 전공     | 연구분야           |
| ----------------------- | ---------------- | ---------------- | ---- | -------- | ------------------ |
| 퍼시벌 베일리           | 1892년 5월 9일   | 1973년 8월 10일  | 미국 | 자연과학 | 신경과학           |
| 바이올렛 바버           | 1884년 7월 5일   | 1968년 8월 31일  | 미국 | 인문학   | 브리튼 제도의 역사 |
| 에런 코플런드           | 1900년 11월 14일 | 1990년 12월 2일  | 미국 | 예술     | 작곡               |
| 고든 플로이드 페리스    | 1893년 1월 2일   | 1958년 5월 21일  | 미국 | 자연과학 | 식물학             |
| 이삭 피셔               | 1877년 11월 2일  | 1957년           | 미국 | 예술     | 논픽션             |
| 콜맨 그리피스           | 1893년 5월 22일  | 1966년 2월       | 미국 | 사회과학 | 심리학             |
| Merritt Yerkes Hughes   | 1893년 5월 24일  | 1971년           | 미국 | 인문학   | 르네상스 역사      |
| 존 로버트 클라인        | 1891년 12월 7일  | 1955년           | 미국 | 자연과학 | 수학               |
| Gerhard Krohn Rollefson | 1900년 1월 12일  | 1955년           | 미국 | 자연과학 | 화학               |
| Kenneth James Saunders  | 1883년 1월 10일  | 1937년           | 미국 | 인문학   | 종교               |
| 에드윈 윌리엄 슐츠      | 1887년 12월 12일 | 1971년           | 미국 | 자연과학 | 의학               |
| Clark Harris Slover     | 1892년 8월 24일  | 1939년           | 미국 | 인문학   | 중세 문학          |
| 해롤드 윌리엄 톰슨      | 1891년 6월 5일   | 1964년 2월 21일  | 미국 | 인문학   | 18세기 영문학      |
| 알렌 브라운 웨스트      | 1886년 6월 19일  | 1936년           | 미국 | 인문학   | 중세 문학          |
| 퀸시 라이트             | 1890년 12월 28일 | 1970년 10월 17일 | 미국 | 인문학   | 정치학             |

## 같이 보기
- 구겐하임 펠로십